# Albertyna Berkenbrock
Albertyna Berkenbrock (ur. 11 kwietnia 1919 w osadzie São Luís koło Imaruí w Santa Catarina, zm. 15 czerwca 1931 tamże) – brazylijska męczennica i dziewica, błogosławiona Kościoła rzymskokatolickiego.

## Życiorys
Urodziła się w wielodzietnej rodzinie Johanna Hermanna i Elisabeth Schmoller. Została ochrzczona w dniu 25 maja 1919 roku i otrzymała bierzmowanie 9 marca 1925. Mając 9 lat przystąpiła do I komunii świętej (16 sierpnia 1928). Jej rodzice i najbliżsi krewni wychowali ją w głębokiej wierze i przekazali jej podstawowe elementy nauczania Kościoła. Szczególne nabożeństwo miała do Matki Bożej i św. Alojzego Gonzagi SJ, wzoru czystości i patrona São Luís.
15 czerwca 1931 roku, jeden z młodych pracowników zatrudnionych w prowadzonym przez jej ojca zakładzie, Maneco Palhoca próbował ją zgwałcić. Dziewczyna stanowczo broniła się uważając czystość za najważniejszą cnotę. Wtedy Maneco podciął jej gardło nożem. Został za to aresztowany i skazany na dożywocie.
Morderca Albertyny zmarł w więziennym szpitalu 19 czerwca 1942. Śmierć i świadectwo cnoty zaledwie 12-letniej dziewczyny zrobiły wielkie wrażenie na otoczeniu, które wcześnie zaczęło uważać ją za symbol czystości i wytrwałości w wierze. Jej reputacja, jako męczennicy została potwierdzona, gdy lokalna położna, która badała jej ciało stwierdziła, że gwałt nie został dokonany. Została pochowana na cmentarzu w São Luís, ale ze względu na sławę jej męczeństwa i łask otrzymanych za jej wstawiennictwem, jej ciało zostało później umieszczone w kościele São Luís.
Albertyna Berkenbrock została beatyfikowana przez papieża Benedykta XVI 20 października 2007 roku.